# Playtesting Think Aloud
El playtesting de la modalidad think aloud consiste en realizar un playtesting usual, pero con la peculiaridad que el jugador o sujeto de la prueba deberá decir en voz alta en que esta pensando mientras juega. Hay otras aproximaciones a esta técnica de estudio de conductas en un juego como el think aloud con carácter posterior o el think aloud en grupos de sujetos.

## Tipos
Dentro de la modalidad de estudio del playtesting nos encontramos con diversos tipos o procedimientos para su ejecución. Estos son principalmente tres.
1. Playtesting think aloud estándar: Este tipo de playtesting requiere de un jugador o sujeto que llevará a cabo una sesión de juego en un entorno controlado. Mientras que el sujeto juega deberá decir en voz alta aquello en lo que piensa (relacionado con el juego). Esta información será recopilada y posteriormente analizada por el equipo de desarrollo o el encargado de dicha tarea.

1. Playtesting think aloud de carácter posterior: Es aquel playtesting think aloud en el cual el jugador no ha de decir en voz alta aquello que piensa, sino que, tras esta, tendrá que decir en qué pensaba mientras mira una grabación de su sesión de juego. De este modo liberamos al jugador de la carga cognitiva que implica la pseudomultitarea de articular lo que pensamos y jugar. Este análisis es muy útil para encontrar problemas que no son visualmente identificables fácilmente haciéndolo, en algunos casos, más efectivo que el procedimiento estándar del think aloud.

1. Playtesting think aloud en parejas: Tipo de playtesting en el cual no buscamos saber en qué piensan los jugadores mientras prueban el juego, sino que lo que nos interesa es escuchar y ver las interacciones entre los dos jugadores que participan en el experimento. De este modo podemos entender más fácilmente sus motivaciones durante el juego y cómo afecta a su interacción el juego al que están jugando.

## Objetos de estudio
Esta técnica de estudio es principalmente aplicada en el estudio de la usabilidad de las interfaces visuales del juego que este siendo puesto a prueba. Además, es importante mencionar que esta técnica de estudio no es nada recomendable para el estudio de como de disfrutable es el juego. Esto se debe a que el mismo procedimiento de pensar en voz alta destruye la experiencia de juego al abstraer en gran medida al jugador del juego.
Asimismo, esta técnica de estudio nos permite determinar los procesos mentales que llevan a cabo los jugadores al enfrentarse a diversos tipos de problemas lo cual nos facilita información muy valiosa sobre los procesos de análisis de dichos problemas que llevan a cabo los jugadores. De este modo podemos determinar que procesos mentales llevan a cabo los usuarios para resolver problemas y así modificar estos problemas para cambiar la experiencia de juego basándonos para ello en el feedback de las sesiones de playtesting.

## Metodologías de estudio
Para realizar un playtesting de la modalidad Think Aloud es vital seguir una serie de medidas que favorecerán el posterior análisis de la información y evitara que aparezcan sesgos o fallos de procedimiento que puedan afectar a la recopilación de la información. Para ello será de vital importancia que el entorno del playtesting cumpla con los siguientes requisitos:
- Jugadores de prueba parte del target del juego: De nada sirve experimentar con jugadores que no representan el futuro cliente del juego. Para esto es importante hacer una buena búsqueda o tener una base de datos con diferentes perfiles de jugadores para escoger cual es el más adecuado para el estudio.

- Ausencia total de miembros del equipo de desarrollo o de la propia compañía: Esto se debe a que la presencia de un miembro de la empresa ya ejerce una cierta presión al jugador ya que de forma natural no estamos acostumbrados a pensar en voz alta y menos delante de un miembro de la empresa que está desarrollando el juego que, además, resultara ser en la gran mayoría de los casos un completo desconocido. El mejor modo de evitar este punto de sesgo es que el sujeto este en completa soledad (o acompañado de otro jugador si es un playtesting en pareja). Sin embargo no es mala idea que un experto en playtesting o psicólogo supervise la sesión.

- Recopilación de la información verbal del jugador: Debido a que queremos saber en qué piensa el jugador mientras juega queremos poder no tan solo escuchar lo que piensa sino almacenar esta información para un futuro análisis.

- Grabación del gameplay: Si sabemos que está pensando el jugador, pero no sabemos que está viendo, es decir, que está invocando este pensamiento, difícilmente seremos capaces de relacionar sus pensamientos con el output del juego. Para ello será vital grabar el gameplay del sujeto para luego en su análisis ponerlo en común con la información verbal referente a los pensamientos del jugador.

- Grabación expresiones faciales: Las expresiones faciales de una persona dan mucha información debido a que muestran las emociones de esta al resto de humanos. Si sabemos que piensa la persona, que activa ese pensamiento y además cómo reacciona la persona al estímulo recibido (referente al juego) podremos entender el ciclo completo de input de información en el jugador (percepción, cognición y expresión).

- No todos los pensamientos son importantes: Una vez tengamos la información verbal recopilada se ha de hacer una cierta criba. Es decir, tan solo nos quedaremos con los pensamientos que estén relacionados con el juego.

## Beneficios y perjuicios
Esta herramienta de estudio tiene ventajas frente a otras metodologías:
- Útil para encontrar defectos en el diseño de las interfaces visuales del juego: Este método de estudio es usado en gran medida para encontrar posibles problemas relacionados con la usabilidad del producto a analizar. En la mayoría de los casos este análisis se centrará en los elementos de la interfaz visual del juego.

- Información sobre los procesos mentales del sujeto: No solo nos indica en que piensa el sujeto cuando se encuentra con un problema, sino el orden en que lo analiza y el orden con el que lo solventa.

- Es sencillo de aprender a conducir: Al ser un procedimiento en el cual la interacción con el usuario es casi nula y además ser una prueba que no requiere de nadie activamente trabajando junto al playtester se aprender a llevar a cabo rápidamente. Además de ser un estudio de estructura rutinaria en la cual siempre se llevan a cabo las mismas fases (grabación, criba, análisis y resultados)

- Bajo coste del equipamiento: El equipamiento estrictamente necesario para llevar a cabo esta metodología se basa en un sistema para grabar la cara del jugador, otro para grabar el gameplay (cámara apuntando a la pantalla en la cual juega el jugador) y un sistema de grabación de audio. A esto se le sumaria un servidor o sistema que almacene los datos.

EL playtesting de la modalidad think aloud es una herramienta muy valiosa y útil, pero tiene ciertos defectos que no lo hacen idóneo para todos los casos: 
- Destruye la experiencia de juego: Cuando el jugador juega de modo normal para él (en su ordenador, en el salón de su casa…) no juega expresando sus pensamientos en voz alta. Debido a esto, el jugador puede disfrutar del juego y entrar en estado de flow. Si el jugador interrumpe constantemente la experiencia del juego con sus propias palabras evita este estado o cualquier estado semejante de inmersión en el flow del juego. Esto se debe a que nuestra atención no puede ser repartida, ya que esta es limitada. Por ello lo que hacemos es saltear constantemente entre jugar y pensar en voz alta. Esto impide naturalmente cualquier tipo de inmersión en el juego y por lo tanto que este sea disfrutado. Esto significa que esta herramienta no puede usarse para medir el disfrute del juego por parte del jugador.

- Requiere de mucho tiempo: No tan solo porque el experimento pueda ser largo (2 horas máximo) sino más bien porque el análisis puede resultar muy largo (6 horas de análisis por 30 minutos de grabación).
- La información verbal del sujeto puede estar sujeta a un leve sesgo: Esto se debe a que evitará que sus palabras puedan ser malinterpretadas al saber que está siendo grabado, y que posteriormente lo que ha dicho y hecho será analizado por alguien más. Esto es inevitable.